# Willy Allemann
Wilhelm „Willy” Allemann (ur. 10 czerwca 1942) – szwajcarski piłkarz grający na pozycji obrońcy. W swojej karierze rozegrał 1 mecz w reprezentacji Szwajcarii.

## Kariera klubowa
W swojej karierze Allemann grał w klubie FC Grenchen.

## Kariera reprezentacyjna
W reprezentacji Szwajcarii Allemann zadebiutował 18 czerwca 1966 roku w zremisowanym 1:1 towarzyskim meczu z Meksykiem, rozegranym w Lozannie. Był to jego jedyny mecz w kadrze narodowej. W 1966 roku był w kadrze Szwajcarii na Mistrzostwa Świata w Anglii. Na tym turnieju był rezerwowym i nie rozegrał żadnego spotkania.